# Li Fuchun

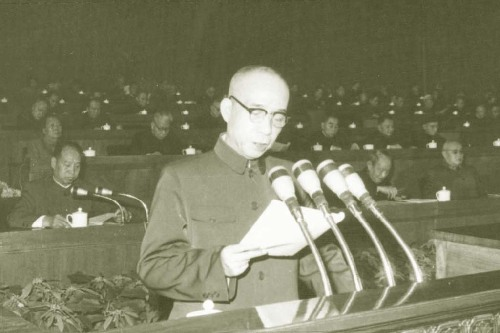
Li Fuchun en 1959.

Li Fuchun (chinois : 李富春 ; pinyin : Lǐ Fùchūn ; Wade-Giles : Li Fu-ch), né le 22 mai 1900 et mort le 9 janvier 1975, est un homme politique chinois, membre du Parti communiste.

## Biographie
Li Fuchun est né dans la province de Changsha au Hunan. Après ses études au collège dans sa province natale, en 1919, il se rend en France pour participer au programme mouvement Travail-Études. Il travaille aux usines Renault puis à la manufacture d'armes du Creusot. Il y  commence son activité politique. Fasciné par le marxisme, en 1921, il rejoint les Jeunesses socialistes de la Chine et, en 1922, le Parti communiste chinois. En 1924, il se rend en Union soviétique pour y poursuivre ses études à l'université communiste des travailleurs d'Orient de Moscou. Puis il revint en Chine pour participer à l'expédition du Nord, agissant comme chef de la division politique de 2e Armée de l'armée nationale révolutionnaire et CPC, secrétaire par intérim de la province du Jiangxi. C'est à cette époque qu'il rencontre Mao Zedong et travaille avec lui à l'Institut de formation du mouvement paysan.

## Vie privée
En 1922, il épouse Cai Chang.